# La Plana d'en Sarrills
La Plana d'en Sarrills o el Replà és una muntanya de 781 metres que es troba al municipi de Cabra del Camp, a la comarca de l'Alt Camp.